# Banco Mercantil de São Paulo
Banco Mercantil de São Paulo foi um banco brasileiro, com sede na cidade de São Paulo, fundado por Gastão Vidigal (São Paulo, 15 de maio de 1889 — 14 de novembro de 1950). Sob a direção de seu filho, Gastão Eduardo de Bueno Vidigal, chegou a ser um dos maiores bancos privados do Brasil na década de 1960.
No fim da década de 1990, apesar de ter um patrimônio expressivo, contava com poucos ativos e, por esse motivo, também emprestava pouco. Foi vendido em 2002, após a morte de Gastão Eduardo de Bueno Vidigal , para o banco Bradesco.